# JusProg
JusProg ist ein Contentfilter zum Jugendschutz im Internet und wird herausgegeben vom JusProg e.V. JusProg ist Stand Januar 2024 „Deutschlands wichtigster Jugendschutz-Filter“.
Es war lange Zeit das einzige von der Kommission für Jugendmedienschutz anerkannte Programm zur Gewährleistung des Jugendschutzes im Internet. 2019 entzog die KJM dem Programm die Zulassung mit der Begründung, die Wirkung sei mangelhaft. Ende 2023 wurde JusProg für Overblocking kritisiert, nachdem bekannt wurde, dass JusProg fälschlicherweise dutzende Webseiten blockiert, die eigentlich der sexuellen Aufklärung dienen.

## Geschichte
2005 erkannte die Kommission für Jugendmedienschutz die Freiwillige Selbstkontrolle Multimedia-Diensteanbieter e.V. (FSM) als Einrichtung der Freiwilligen Selbstkontrolle im Bereich der Telemedien an. In der FSM zusammengeschlossen waren mehrere Diensteanbieter im deutschsprachigen Internet, unter anderem AOL Deutschland und die Deutsche Telekom AG. Die FSM entwickelte gemeinsam mit dem ICRA-Konsortium „ICRADeutschland“, einen von insgesamt drei Modellversuchen zur Inhaltsfilterung jugendbeeinträchtigender Angebote. Weitere Modellprojekte waren System-I der Cybits AG sowie Jugendschutzprogramm.de von Jus Prog e.V. Cybits zog seine Lösung in der Folge zurück. Beiden Modellversuchen wurde keine Anerkennung durch die KJM eingeräumt. Nach mehrfachen Verlängerungen lief zuletzt der JusProg-Modellversuch ohne Zulassung aus.
2011 folgte nach Drängen der FSM die Anerkennung einer überarbeiteten Version von JusProg durch die KJM. Im gleichen Jahr wurde von der FSM eine Selbstklassifikations-Plattform für Website-Betreiber eingerichtet, auf der Altersfreigaben in maschinenlesbarer Form generiert und auf den Zielseiten eingebunden werden konnten. 2012 erschien die erste anerkannte Version von JusProg für Endanwender.
JusProg veröffentlichte 2019 nach einer iOS-App eine Filterlösung auch für Android-Smartphones und Tablets, darüber hinaus wurde mit JusProgDNS ein DNS-Resolver angeboten, der nach Anmeldung auch das Pflegen individueller Freigabe- und Blocklisten auf Netzwerkebene unterstützt. JusprogDNS wurde im Folgenden zu einem eigenständigen Filterprodukt ausgebaut und wird seitdem als robuster und schneller als die ursprüngliche Anwendung empfohlen.
2020 wurde das Programm als eines von nur zwei Jugendschutzprogrammen von der Stiftung Warentest als „gut“ ausgezeichnet.

## Funktion

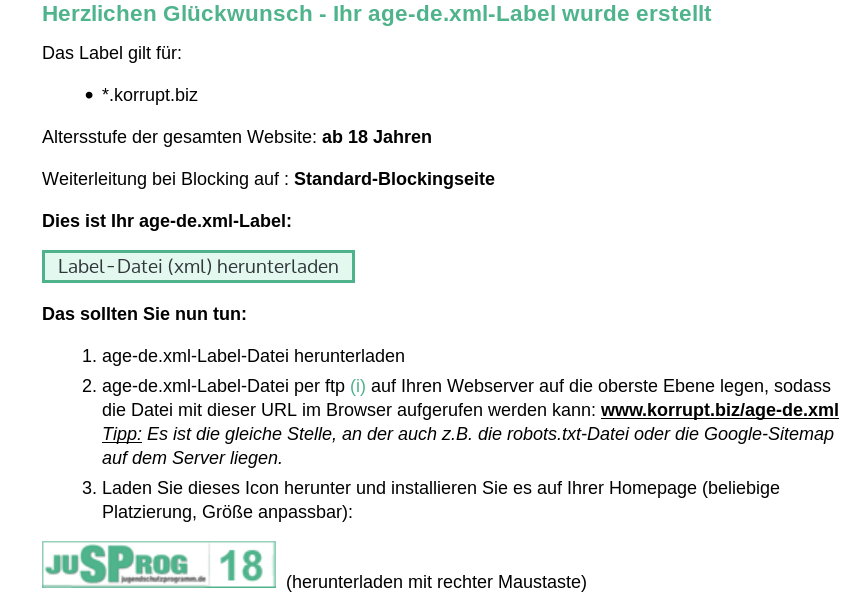
Erfolgreiche Generierung einer age-de.xml-Datei zur Altersklassifikation einer Website

Kernfunktion der Software ist der Abruf maschinenlesbarer Daten zu Altersfreigaben auf Websites. Vergleichbar mit den älteren ICRA-Labeln zur Selbsteinstufung einer Website können Webmaster per Label-Generator granular bis auf Ebene einzelner Seiten angeben, für welche Altersgruppen die jeweiligen Inhalte freigegeben sind. Nach der Selbstklassifikation wird eine XML-Datei mit den Klassifikationsdaten erzeugt, weiter ein grafisches Label zur Kennzeichnung der Website. Nach dem Ablegen des age-de.xml-Files im Stammverzeichnis der Website ist die Auszeichnung abgeschlossen.
Endgeräte mit aktivem JusProg-Filter rufen beim Aufruf einer Website die age-de.xml-Datei auf und erlauben bzw. verweigern den Zugriff auf die aufgerufenen Seiten abhängig von der Altersbeschränkung auf dem Endgerät.
Auf Zielseiten ohne hinterlegte Altersklassifikationen erfolgt eine Einstufung durch JusProg selber, die aufgrund des Vorkommens bestimmter Begriffe auf der Seite vorgenommen wird. Dieser Prozess wird auch von JusProg als besondere Herausforderung betrachtet, weshalb auch händische Prüfungen erfolgen. Falsche Einstufungen durch das Programm könnten gemeldet werden.

## Verbreitung
Die schmale Installationsbasis des Programms wurde als Indiz fehlenden Jugendmedienschutzes kritisiert. Die technische Umsetzung der JusProg-Filterlösung erlaubt Website-Betreibern, mit vergleichsweise einfachen Mitteln die Besucher mit aktiviertem JusProg-Filter anhand der zwangsläufig von ihnen abgerufenen age-de.xml-Dateien zu erkennen. Diese Abrufe tauchen in den Serverlogs auf und bewegten sich Stichproben zufolge regelmäßig auf extrem niedrigem Niveau. Anlässlich des 20-jährigen Bestehens von JusProg im Juni 2023 verwies hingegen der JusProg-Vereinsvorsitzende Stefan Schellenberg auf eine Milliarde Zugriffe auf JusProg-geprüfte Seiten monatlich.

## Zulassung und Entzug der Anerkennung
2011 wurde JusProg von der KJM in der Version 4.1 anerkannt, in der Folge wurde ein Selbstklassifizierungsportal für Internetanbieter gestartet, in dem diese Inhalte nach Altersstufen klassifizieren und freigeben konnten. In der Folge wurden akzeptierte Jugendschutzprogramme von JusProg als auch von der Deutschen Telekom angeboten. Die Telekom stellte später das eigene Programm ein, die Codebasis wurde 2016 an JusProg übergeben. Die Telekom ist Mitglied im JusProg e.V. und verweist zum Jugendmedienschutz auf JusProg. Ab diesem Zeitpunkt war JusProg das einzige von der KJM zugelassene Programm zum Jugendmedienschutz im Internet.
Bereits im Vorfeld der KJM-Tagung 2019 deutete sich an, dass die Zulassung der KJM nicht mehr erteilt würde. Der damalige NRW-Staatssekretär Nathanael Liminski forderte eine „absolute Priorität“ des Jugendmedienschutzes und verwies auf die Fähigkeit der Industrie, auch in China technische Auflagen zu erfüllen. Kritisiert wurde insbesondere, dass der Jugendschutz über die Software nicht mehr gewährleistet sei, nachdem Jugendliche vermehrt mit Smartphones das Internet nutzen und JusProg nur für Windows und den Chrome-Browser verfügbar sei. In der Folge wurde JusProg die Zulassung durch die KJM entzogen, ein anerkanntes Filterprogramm stand damit laut KJM nicht mehr zur Verfügung. JusProg teilt diese Einschätzung nicht und vertritt nach wie vor die Ansicht, nach einer folgenden Eilentscheidung des Berliner Verwaltungsgericht sei „das JusProg-Jugendschutzprogramm für Windows weiterhin anerkannt nach § 11 JMStV“. Nach dem Eilverfahren einigten sich JusProg und FSM in einem Vergleich, dass einerseits von JusProg bezüglich der iOS- und Android-Plattformen nachgebessert wird, andererseits bis dahin durch die KJM keine Vollziehungs- oder Vollstreckungsmaßnahmen eingeleitet werden. Die folgend erschienenen Filterlösungen für Mobilgeräte wurden von der KJM begrüßt, aber als weiterhin ungenügend betrachtet, da bei dynamischen Social-Media-Inhalten und bei der Nutzung von Apps keine Schutzwirkung entfaltet würde. Ein Hauptsacheverfahren vor dem Verwaltungsgericht Berlin steht noch aus.

## Kritik
Recherchen von BR und netzpolitik.org ergaben, dass Ende 2023 in mindestens 70 Fällen öffentlich finanzierte oder gemeinnützige Informationsangebote für Kinder und Jugendliche von JusProg gesperrt wurden, obwohl sie sich gezielt an junge Menschen richteten. Die Betreiber der geblockten Plattformen wurden nicht informiert. Laut BR und netzpolitik handelt es sich bei den geprüften Seiten um eine Stichprobe, das Ausmaß des tatsächlichen Overblocking ist unbekannt. Betroffen seien Nutzende öffentlicher Zugangsangebote wie beispielsweise dem öffentlichen BayernWLAN, welches vom Freistaat Bayern finanziert wird und monatlich mehrere Millionen Nutzer verzeichnet, die unter anderem in Büchereien auf das Internet zugreifen.
JusProg verwies auf die Möglichkeit, mit der age-de.xml-Datei den Zugriff auf die jeweils so ausgezeichneten Seiten selbst einzustufen, da bei Freigaben via age-de.xml-Datei die Einstufung durch JusProg ignoriert werde. Anlässlich der Recherche seien von JusProg nach intensiven Prüfungen noch „wenige weitere Fehler bemerkt“ worden.
netzpolitik.org beklagte im Rahmen seiner Recherche auch die mangelnde Transparenz von JusProg. So mache JusProg weder Angaben dazu, welche Stichwörter welche automatische Einstufung auslösen, noch dazu, wie viele Mitarbeiter diese automatischen Einstufungen kontrollieren und wie oft sie diese gegebenenfalls korrigieren müssen.